# Leinesfjorden
Leinesfjorden er en fjordarm af Vestfjorden i Steigen kommune i Nordland fylke i Norge. Den går knap 12 kilometer i østlig retning fra Andholmfjorden til Stormyra.
Fjorden har indløb mellem øen Fluksa i nord og Helnes i syd. Sundet Andholmfjorden fortsætter videre mod vest  som en forfjord som giver forbindelse til Vestfjorden. Fra Leinesfjorden går de to fjordarme Saursfjorden i nordøstlig retning og Botnfjorden i østlig retning. Landskabet på nordsiden karaktereisers af  åse, men det på sydsiden stiger op mod den 1.045 meter høje Kråktindan. I selve fjorden ligger en række små holme, skær og grunde.
Leinesfjord ligger i bunden af fjorden langs Fylkesvej 835. Fylkesvej 633  går langs sydsiden fra Helnes, via Leines, Skålvoll og Åsjorda, til Botn i bunden af Botnfjorden. Bygderne her lå frem til 1964 i Leiranger kommune.